# Corneliu Porumboiu
Corneliu Porumboiu (født 14. september 1975 i Vaslui) er en rumænsk filminstruktør, -producer og -manuskriptforfatter.

## Filmografi

### Instruktør
- Pe aripile vinului (2002)
- Călătorie la oraş (2003)
- Visul lui Liviu (2004)
- A fost sau n-a fost? (2006)

### Manuskriptforfatter
- Pe aripile vinului (2002)
- Visul lui Liviu (2004)
- A fost sau n-a fost? (2006)

### Producer
- A fost sau n-a fost? (2006)